# 七千人大会
七千人大会（ななせんにんたいかい）とは1962年1月11日から2月7日まで開催された中国共産党中央拡大工作会議。共産党主席の毛沢東が主催した大会では各中央局、各省・市・自治区・地・県党委、重要な工場や鉱山、また軍幹部ら7000人あまりが参加したため、七千人大会と呼ばれる。会議開催時には開催が公表されなかったが、文化大革命期に紅衛兵らによって会議の存在が伝えられた。

## 経緯
1959年7月から8月にかけて開催された廬山会議では、三面紅旗を批判した彭徳懐を失脚させたものの、国家主席を退いて劉少奇に経済政策の実権が移ってからは若干好転したこともあり、毛沢東の権威は失墜していった。
会議は大躍進の失敗、特に農業の不調による餓死や経済の混乱が問題となっていた。劉少奇は草稿を大会に提出し、出席者の意見を反映したものを正式な「拡大会議の報告」として完成した。過剰な生産計画や農業政策、人民公社の失敗などが挙げられ、「我々は経験不足で」「一部指導的地位にある同志に謙虚さが足りない」ことに原因を求めたが、三面紅旗を提起したのは毛沢東であり、「路線の誤りではない」とかばってはいるものの「欠点と誤りはまず中央が責任を負う」と指摘。批判の対象が毛沢東であることは誰の目からも明らかだった。
大会は延期され、北京に留め置かれた地方幹部からは大躍進への不満が噴出した。毛沢東も「民主が不足していた」「中央の誤りは中央主席の自分にまず責任がある」と更に自己批判を行ったが、廬山会議でも味方となり突破口を開いた林彪に「総路線自身の問題ではない」「困難な時期には毛主席の指導に頼らなければならない」と擁護させることは忘れなかった。
なお、文化大革命が始まってまもなくの1966年6月、劉少奇、鄧小平が「建党45周年にあたる今年7月1日に七千人大会講話を公開してはどうか。各級党委員会と幹部が党の民主集中制を貫き、民主主義を発揚し、業務を改善する助けとなる」と提案したが、「時宜に合わない」と却下され、公開は1978年まで待つことになった。